# Mordella priscula
Mordella priscula là một loài bọ cánh cứng trong họ Mordellidae. Loài này được Cockerell miêu tả khoa học năm 1924.